# اندیس تیغ نو آب ۲
تیغ نو آب ۲ یک اندیس فلزی است که در حوالی شهر مهرود استان خراسان قرار دارد و مادهٔ معدنی موجود در آن، مس است.سنگ میزبان این اندیس ماسه سنگ قرمز است و دیرینگی آن به دوران ائوسن می‌رسد. در این اندیس، پاراژنز‌های کوارتز، کلسیت، ملانتریت، ژاروسیت یافت می‌شوند.